# Savignac-de-Miremont
Savignac-de-Miremont – miejscowość i gmina we Francji, w regionie Nowa Akwitania, w departamencie Dordogne.
Według danych na rok 1990 gminę zamieszkiwało 107 osób, a gęstość zaludnienia wynosiła 14 osób/km² (wśród 2290 gmin Akwitanii Savignac-de-Miremont plasuje się na 1069. miejscu pod względem liczby ludności, natomiast pod względem powierzchni na miejscu 1228.).